# HMS Thrush (1889)
HMS Thrush foi uma canhoneira de classe Redbreast, o terceiro navio de mesmo nome a servir na Marinha Real Britânica. Foi desenhado por Sir William Henry White em 1888 e lançado em 22 de junho de 1889 em Greenock.